# Ревова
Ревове (укр. Ревове) — село, относится к Ширяевскому району Одесской области Украины.
Население по переписи 2001 года составляло 368 человек. Почтовый индекс — 66860. Телефонный код — 4858. Занимает площадь 0,58 км². Код КОАТУУ — 5125481005.

## История
В 1945 г. Указом ПВС УССР село Васеровка переименовано в Ревова.

## Местный совет
66860, Одесская обл., Ширяевский р-н, с. Жовтень, ул. Шевченка, 4